# مني لويز بارسونز
مني لويز بارسونز هي ممرضة وممثلة كندية، ولدت في 17 فبراير 1901 في Middleton, Nova Scotia ‏ في كندا، وتوفيت في 28 نوفمبر 1976 في Wolfville ‏ في كندا.

## وصلات خارجية
- الموقع الرسمي